# Bornego College
Het Bornego College is een christelijke scholengemeenschap voor mavo, havo, atheneum en gymnasium. De school is gevestigd in de Nederlandse plaats Heerenveen.
De school is ontstaan uit een fusie tussen het Nassau College, de christelijke lts en de christelijke mavo. Op 1 augustus 1991 ging de nieuwe school officieel van start. De naam Bornego verwijst naar het 14e-eeuwse district Bornego, dat grotendeels overeenkomt met het verzorgingsgebied van de school.
Op 1 januari 1993 fuseerden de schoolbesturen van het Bornego College, de Stûke in Joure en de christelijke mavo te Wolvega tot een algemeen bestuur van een vereniging voor christelijk voortgezet onderwijs. De vestiging in Wolvega werd in de zomer van 2003 opgeheven.
In 2012 werd een nieuw schoolgebouw opgeleverd naast het bestaande gebouw aan de Dominee Kingweg.
Samen met de OSG Sevenwolden vormt het Bornego College een samenwerkingsschool, genaamd het Kei College. Hier verzorgen de scholen samen de basis- en kaderberoepsgerichte leerwegen voor hun leerlingen. Het Kei College is eveneens gevestigd te Heerenveen.
In 2022 fuseerden het Bornego en de OSG Sevenwolden tot de Onderwijsgroep Midden-Friesland.